# Sot de Ferrer
Sot de Ferrer è un comune spagnolo di 460 abitanti situato nella comunità autonoma Valenciana.